# エヴィ・ネメス
エヴィ・ネメス（英語: Evi Nemeth、1940年6月7日 - 2013年6月もしくは7月失踪）は、アメリカ合衆国の技術者、作家、教師。コンピュータシステム管理とネットワークの専門家として知られる。システム管理に関する本の主著者である。「UNIX System Administration Handbook」（1989年、1995年、2000年）、「Linux Administration Handbook」（2002年、2006年）、「UNIX and Linux System Administration Handbook」（2010年）など、システム管理の「バイブル」を主に執筆している。数学界では、現代のネットワーク暗号の基礎となっている、『ディッフィー・ヘルマン問題』の不備を指摘したことで知られている。

## 経歴
1961年にペンシルバニア州立大学で数学の学士号を、1971年にオンタリオ州のウォータールー大学で数学の博士号を取得した。フロリダ・アトランティック大学とニューヨーク州立大学ユーティカ校（SUNY Tech）で教鞭をとった後、1980年にコロラド大学ボルダー校のコンピュータサイエンス学部に入学し、1982年から1986年まで同大学のコンピュータ施設のマネージャーを務めた。1990年にはダートマス大学、1998年にはカリフォルニア大学サンディエゴ校の客員准教授を務め、CU-Boulder校ではサバティカル（研究休暇）を取得した。CU-Boulder在学中は、学部のシステム管理活動で知られており、学生たちは長年にわたり、Unixシステム管理に関する深い知識と技術を身につける機会を得ていた。また、スティーブ・ウォズニアックと共同で、ウォズ奨学金制度を設立し、好奇心旺盛な学生に長年にわたり資金を提供した。また、多くの中高生を指導し、彼らは彼女と一緒に大学でのコンピューティングをサポートし、「マンチキンズ」と呼ばれるようになった。また、才能ある若い学部生を指導し、彼らを全国的な会議に連れて行き、ネットワークを設置したり、会議のセッションをインターネット上のマルチキャストバックボーンで放送したりした。また、ACM国際大学プログラミングコンテストでは、大学の学生プログラミングチームを指導した。1998年から2006年までは、カリフォルニア大学サンディエゴ校のCAIDA（Cooperative Association for Internet Data Analysis）で、インターネットの計測と可視化に関するさまざまなプロジェクトに携わった。米国外では、インターネットソサエティや国連開発計画のプログラムに参加し、発展途上国へのインターネット技術の普及に貢献した。

## 失踪
退職後、40フィートのヨット「ワンダーランド」で、大西洋一周、パナマ運河、太平洋を横断してニュージーランドへ行くなど、世界各地を航海した。また、ヴィンテージヨット「ニーニャ」の乗組員とともに、ニュージーランドからオーストラリアへ向かう途中、タスマン海を横断した。タスマン海は風速65マイル、水深26フィートの海だった。自然災害が船の失踪につながったのかもしれない。彼らが最後に消息を絶ったのは、2013年6月4日であった。2013年7月5日、ニュージーランド当局はニーニャ号の捜索を正式に終了したが、ニーニャ号の乗組員の親族は捜索を続けている。

## 代表的な論文
- Nemeth, E., Hein, T., Snyder, G., and Whaley, B., Unix and Linux System Administration Handbook, Prentice Hall, 2010.
- Brownlee, N.; Claffy, K. C.; Nemeth, E. (2001). “DNS measurements at a root server”. GLOBECOM'01. IEEE Global Telecommunications Conference (Cat. No.01CH37270). 3. pp. 1672. doi:10.1109/GLOCOM.2001.965864. ISBN 978-0-7803-7206-1
- Broido, A.; Nemeth, E.; Claffy, K. (2002). “Internet expansion, refinement and churn”. European Transactions on Telecommunications 13:  33–51. doi:10.1002/ett.4460130105.
- Mullin, R., Nemeth, E. and Weidenhofer, N., "Will Public Key Crypto Systems Live up to Their Expectations? HEP Implementation of the Discrete Log Codebreaker", Proc. of the 1984 Intl Conf on Parallel Processing, Aug. 21–24, 1984, pp. 193–196. Selected for the best paper award for this conference.
- “Otter: A general-purpose network visualization tool”. International Networking Conference (INET) '99. (June 1999) 2013年6月28日閲覧。.

## 受賞
- 1984—Best Paper Award, International Parallel Processing Conference, Chicago, August, 1984
- 1995—USENIX/LISA Lifetime Achievement Award[11]
- 1999—Top 25 Women on the Web Award[12]
- 2007—Distinguished Engineering Honoree at CU-Boulder[13]
- 5th Annual Telluride Tech Fest Honoree
- 2018—NCWIT Pioneer in Tech Award[14]

## 引用
"初期のイーサネット開発者は...ARPANETの全帯域を超える丸め誤差に異議を唱えたが、マーケティングが勝利した。"

"多くの人が「デーモン」という言葉を「悪魔」という言葉と同一視し、Unixと暗黒街との間にあるある種の悪魔的なつながりを暗示しています。これはとんでもない誤解です。daemon」は実際には「demon」のもっと古い形です。daemonには善悪の特定の偏りはなく、むしろ人の性格や人格を定義するのに役立ちます。古代ギリシャ人の「パーソナルデーモン」の概念は、現代の「守護天使」の概念に似ています。「eudaemonia」とは、親切な精霊に助けられたり守られたりする状態のことです。原則として、Unixシステムにはデーモンと悪魔の両方がはびこっているようだ。" (p.403, USAH) (p.403, USAH)